# Angerville-Bailleul
Angerville-Bailleul é uma comuna francesa na região administrativa da Normandia, no departamento de Sena Marítimo. Estende-se por uma área de 4,61 km². Em 2010 a comuna tinha 191 habitantes (densidade: 41,4 hab./km²).